# 홍규표 (영문학자)
홍규표(洪圭杓, 1943년 8월 15일~)는 대한민국의 영문학자이다.
전 삼육대학교 인문사회대학 영미어문학부 교수를 역임하였고, 2008년 8월 26일 정년퇴임하여 36년간의 교수 생활을 마감했다. 교육과학기술부 장관으로부터 훈장을 받았다.
2002년 3월 1일부터 5년 6개월 동안 중앙도서관 관장을 역임하였고, 역임시 서울 동북부 6개 사립대학교 중앙도서관 도서 상호대차 협정 등을 체결하고, 중앙도서관 열람실 현대화 사업 등을 마쳤다.
홍규표 교수는 1968년 삼육대학교 영어영문학과에 입학하고 제1회 졸업생이 된다. 필리핀 국립 대학교(University of the Philippines) 대학원에서 영문학 박사학위를 받았다.